# やすら浜港
やすら浜港（やすらはまこう）は、鹿児島県鹿児島郡十島村にある地方港湾。港湾管理者は十島村。統計法に基づく港湾調査規則では乙種港湾に分類されている。

## 概要
トカラ列島の悪石島の西岸に位置する港湾で東シナ海に面している。悪石島唯一の港湾であり、島への唯一の交通手段である村営航路が就航している。岸壁の完成前は「艀取り」が行われていたが、1970年にやすら浜港改修事業が着工され、1977年より接岸しての荷役が可能となった。
港には第二次世界大戦末期の1944年8月22日に悪石島の北西沖10kmでアメリカ海軍の潜水艦ボーフィンの雷撃で撃沈され、沖縄からの疎開船で最大となる乗員乗客1,788名中1,418名の犠牲者を出した貨物船対馬丸の慰霊碑が建立されている。
2015年度の発着数は226隻（314,366総トン）、利用客数は1,896人（乗込人員721人、上陸人員1,175人）である。

## 航路

### 村営航路
- 鹿児島港（本港区南埠頭） - 口之島 - 中之島 - 平島 - 諏訪之瀬島（切石港または元浦港） - 悪石島（やすら浜港） - 小宝島（小宝島港） - 宝島 - 奄美大島（名瀬港）

十島村が運航するフェリーとしまが週2往復就航する。また、十島村が保有する高速観光船「ななしま2」のチャーター運航での利用も可能である。

## 港湾施設
島西岸の湾に建設されており、設備は岸壁となる突堤のみで、旅客待合所などは設けられていない。